# Inca Roca
Inka Roca volt a hatodik inka uralkodó a cuzcói sapa inka és az első a Hanan-dinasztiából. Cápac Yupanqui elleni államcsíny után került hatalomra. Feleségül vette Mikay mamát.

## Uralkodása
Harcolt Masca, Cautomarca és Quiquijana ellen, végleg legyőzte a Pinaguákat, hadsereget alakított ki a chancák elleni küzdelemre, ideiglenesen megállítva terjeszkedésüket. Megalapította a diarchiát (két inkát), vagyis két politikai hatalom alakult ki: a Hanan (katonai) és az Hurin (papok) Dinasztia. A Hanan- Dinasztia volt felelős a polgári, politikai, gazdasági, igazságügyi és katonai közigazgatásért, ezért nagyobb hatalmuk volt a kormányzásra; míg a Hurin-Dinasztia maradt a vallási adminisztrációval. Az elsők, akik fellázadtak uralma ellen, a Mascas (Paruro) voltak, akik az Hurin-dinasztiához tartoztak, de legyőzték őket. Később beléptek Paucartambo-ba, megszerezve az első kokalevél-farmokat. Az életminőség javításával foglalkozott, csatornázta a Huatanay folyót, és vízellátó hálózatot épített Cuzco négy kerületéhez. Megalapította a Yachayhuasi-t ("Tudás Háza"), ahol fiatal nemesek készültek fel az adminisztrációra és a kormányzásra. Halála után fia, Yahuar Huácac követte.